# Гран-пер
Гран-пер (с фр. — «дедушка»), или гран-пер в кленовом сиропе — это традиционная выпечка в квебекской и акадийской кухне. В неформальной речи термин «пепер» также используется для обозначения этого блюда в некоторых регионах Квебека, таких как регион Бос. Эту выпечку обычно подают во «время сахара» в кленоварнях.

## Описание
Гран-пер — это пирожные в форме шарика, которые готовятся на основе теста, приготовленного из муки, разрыхлителя, сливочного масла, молока и сахара. Гран-пер необходимо опустить в кипящий кленовый сироп, чтобы они пропитались его вкусом и ароматом. Их подают с варёным кленовым сиропом и часто с мороженым. Иногда кленовый сироп можно заменить коричневым сахаром. Можно добавить ваниль.
Существует вариант рецепта гран-пере с кленовом сиропе, в котором предлагается использовать тесто для блинов.

## Варианты
У этого десерта есть несколько вариаций, например, гран-пер с начинкой из яблок, малины, клубники, черники, орехов пекан или даже карамели. Кленовый сироп также можно заменить коричневым сахаром.

## Происхождение
Считается, что гран-пер имеет акадийское происхождение и что его нынешнее название восходит к тому времени, когда этот десерт появился в Квебеке. Предполагается, что название гран-пер было дано этому блюду либо потому, что люди старшего возраста могли легко есть это блюдо, несмотря на отсутствие зубов, либо потому, что шарик напоминал лицо пожилого человека, либо потому, что блюдо готовили дедушки, на которых была возложена лёгкая задача — размешивать кленовый сироп в котле.